# Liste des comtes de Fribourg-en-Brisgau
Les comtes de Fribourg-en-Brisgau sont issus de la famille noble d'Urach originaire de Bad Urach en Allemagne. Par l'alliance qu'ils font dans la maison de Zähringen ils deviennent comtes de Fribourg-en-Brisgau qui à l'époque dépend du fief de Zähringen. Plus tard ils obtiennent le comté de Neuchâtel, toujours par mariage, et prendront le nom de Furstemberg dont une branche prospérera encore longtemps. Après le décès du dernier membre, Jean de Fribourg, le comté est transmis à Rodolphe de Hochberg.

## Liste
- 1237 – 1271 : Conrad Ier de Fribourg
- 1271 – 1318 : Egon II de Fribourg
- 1318 – 1350 : Conrad III de Fribourg
- 1350 – 1356 : Frédéric de Fribourg
- 1356 – 1385 : Egon III de Fribourg
- 1385 – 1424 : Conrad IV de Fribourg
- 1424 – 1457 : Jean de Fribourg